# راي كيلي (مغني)
راي كيلي (بالإنجليزية: Ray Kelly)‏ هو مغني أيرلندي، ولد في أبريل 1953 في Tyrrellspass ‏ في جمهورية أيرلندا.

## روابط خارجية
- راي كيلي على موقع أول ميوزيك (الإنجليزية)